# Condado de Oswego
O Condado de Oswego é um dos 62 condados do Estado americano de Nova Iorque. A sede do condado é Oswego e Pulaski, e sua maior cidade é Oswego. O condado possui uma área de 3 399 km²(dos quais 929 km² estão cobertos por água), uma população de 122 377 habitantes, e uma densidade populacional de 50 hab/km² (segundo o censo nacional de 2000). O condado foi fundado em 1816.